# 全国生活衛生同業組合中央会
一般社団法人全国生活衛生同業組合中央会（ぜんこくせいかつえいせいどうぎょうくみあいちゅうおうかい）とは、生活衛生同業組合連合会、生活衛生同業組合等の業界組織の育成及び事業の振興等を図ることを目的として、16業種の生活衛生同業組合連合会を会員として組織されている同業組合の中央組織である。
協同組合・業界団体としての機能も有する。元厚生労働省所管。

## 概要
全国生活衛生営業指導センターと共に全16業種の生活衛生同業組合連合会等の組織育成、事業振興、生活衛生関係営業の衛生設備・衛生措置の改善等を行う。

## 沿革
- 1965年（昭和40年）10月25日 - 設立

## 活動
- 受動喫煙防止を目的にサービス業などの建物内を原則禁煙とする健康増進法改正案に強く反対しており、2017年2月に全国たばこ販売協同組合連合会、全国たばこ耕作組合中央会、日本たばこ協会と共同で受動喫煙防止対策に反対する署名活動を実施した[1]。

## 所在地
- 住所：東京都港区新橋6-8-2

## 役員
- 理事長：田中清三

## 組織
- 全国理容生活衛生同業組合連合会（全理連）
- 全日本美容業生活衛生同業組合連合会（全美連）
- 全国興行生活衛生同業組合連合会（全興連）
- 全国クリーニング生活衛生同業組合連合会（全ク連）
- 全国公衆浴場業生活衛生同業組合連合会（全浴連）
- 全国旅館ホテル生活衛生同業組合連合会（全旅連）
- 全国麺類生活衛生同業組合連合会（全麺生連）
- 全国氷雪販売業生活衛生同業組合連合会（全氷連）
- 全国食肉生活衛生同業組合連合会（全肉生連）
- 全国飲食業生活衛生同業組合連合会（全飲連）
- 全国すし商生活衛生同業組合連合会（全すし連）
- 全国食鳥肉販売業生活衛生同業組合連合会（全鳥連）
- 全国喫茶飲食生活衛生同業組合連合会（全喫飲連）
- 全国中華料理生活衛生同業組合連合会（全中連）
- 全国社交飲食業生活衛生同業組合連合会（全社連）
- 全国料理業生活衛生同業組合連合会（全料連）